# Naramienniki futbolowe

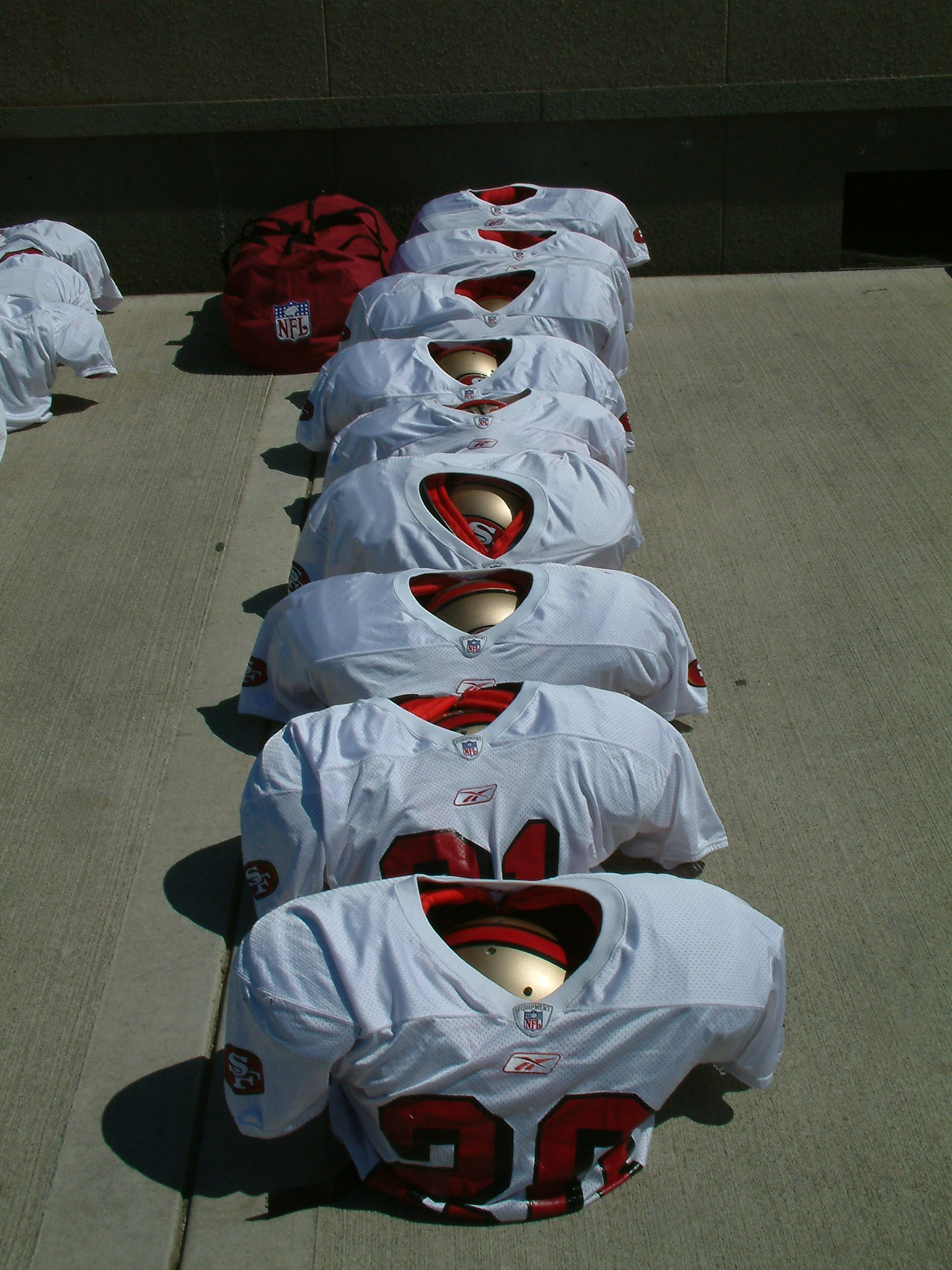
Naramienniki do futbolu amerykańskiego

Naramienniki futbolowe (ang. shoulder pads) – sprzęt ochronny używany w futbolu amerykańskim.
Nowoczesne naramienniki wykonane są z elementów z twardego tworzywa sztucznego wypełnionych pianką absorbującą uderzenia w ramiona, barki oraz górną część klatki piersiowej i pleców. Elementy konstrukcji są ze sobą znitowane, zaś całość zawodnik mocuje do ciała za pomocą regulowanych taśm.